# Kaoru Shintani
Kaoru Shintani (jap. 新谷 かおる Shintani Kaoru; ur. 26 kwietnia 1951 w Toyonaka, Osaka) - japoński mangaka. 
W 1985 roku przyznano mu nagrodę Shogakukan Manga Award.

## Prace
Manga
- Area 88 (1979–1986)
- Futari Daka
- Cleopatra DC (1988)
- Buttobi CPU (1993)

Oryginalne Anime
- Area 88
- Cleopatra DC
- I Dream of Mimi

TV
- Uchuu Taitei God Sigma
- Futari Daka
- Area 88